# فرودگاه راماتا
 فرودگاه راماتا (به انگلیسی: Ramata Airport) یک فرودگاه با کد یاتا RBV است . این فرودگاه در کشور جزایر سلیمان قرار دارد .